# Capilla de San Ildefonso
La capilla de San Ildefonso era la iglesia del Colegio Mayor San Ildefonso de la Universidad de Alcalá y fue terminada en 1516. En ella están enterrados Francisco Vallés y Antonio de Nebrija, y presenta el monumento sepulcral del Cardenal Cisneros.

## Historia
Simultáneamente a la construcción del Colegio Mayor de San Ildefonso, bajo la dirección del maestro constructor Pedro de Gumiel, se erigió en un solar adyacente su capilla universitaria, bajo la advocación del patrono de la Archidiócesis de Toledo, San Ildefonso.
Con las leyes desamortizadoras de 1836 despojaron a esta capilla de sus riquezas. El conde de Quinto se hizo con sus campanas (una se localiza en el colegio de los escolapios de Caspe y las otras tres acabaron en sendas iglesias de pueblos aragoneses) y su retablo original. El actual retablo es de la escuela navarra de Juan de Ancheta, atribuido a un discípulo de este, Ambrosio de Bengoechea. Respecto a las pinturas expuestas en el templo, la tabla titulada "La imposición de la casulla a San Ildefonso", de Juan de Borgoña, fue adquirida por el potentado estadounidense Algur Hurtle Meadows, que en 1962 la donó a la Universidad de Dallas.
Ante esta desastrosa situación se constituyó, el 12 de enero de 1851, la "Sociedad de Condueños de los Edificios que fueron Universidad" con el fin de conservar el patrimonio estructural y artístico del recinto universitario.
En 1941, el Ministerio de Educación Nacional inició su restauración y adecentamiento, empezando por el artesonado; pero dos años más tarde fueron suspendidas por falta de dinero. En 1950 se volvieron a reanudar, revocándose la fachada lateral. Se finalizó en 1960, cuando en el Colegio Mayor se estableció la Escuela Nacional de Administración Pública.
En el año 2000, mediante el proyecto de restauración de la Manzana Cisneriana (Plan Director) elaborado por Vicerrectorado de Infraestructura de la Universidad de Alcalá, al analizar el estado de la Capilla de San Ildefonso se decidió la rehabilitación de la fachada principal, las cubiertas, el artesonado, las yeserías, el sepulcro del Cardenal Cisneros y la recuperación de sus rejerías. Este proceso de restauración finalizó en 2013.

## Edificio
De estilo renacentista es de planta rectangular, con una sola nave dividida en dos estancias separadas por un arco toral. Su cubierta es un artesonado de orden geométrico mudéjar. El presbiterio es de mayor altura, y también está cubierto por alfarje. El edificio se finalizó en 1510.
Su fachada principal la realizó el maestro cantero Juan Ballesteros, entre 1599 y 1601; está construida a base de sillares de piedra caliza de diferentes dimensiones, recibidos con mortero bastardo. Está alineada con la del Colegio Mayor de San Ildefonso, y orientada hacia el norte. La portada de sillería blanca es obra de Rodrigo Gil de Hontañón, sobre ella destaca un bajorrelieve en el que se representa la imposición de la casulla a San Ildefonso. La fachada se culmina con una espadaña de frontón triangular que alberga tres huecos, donde se instalaron las campanas que el Cardenal hizo fundir con el bronce de los cañones que tomó durante la conquista de Orán (1509).

## Decoración
Es de estilo cisneriano, que combina el plateresco con el mudéjar. Destacan especialmente tres elementos en su interior: las yeserías platerescas que miden 800 metros cuadrados, el cenotafio del cardenal Cisneros, y en su techumbre el artesonado de madera policromada cuyas armaduras mudéjares de par y nudillo, no constan de los habituales pares de tirantes vistos con sus correspondientes canecillos, lo que confiere una mayor luz y amplitud a las salas y cubierta.

## Enterramientos

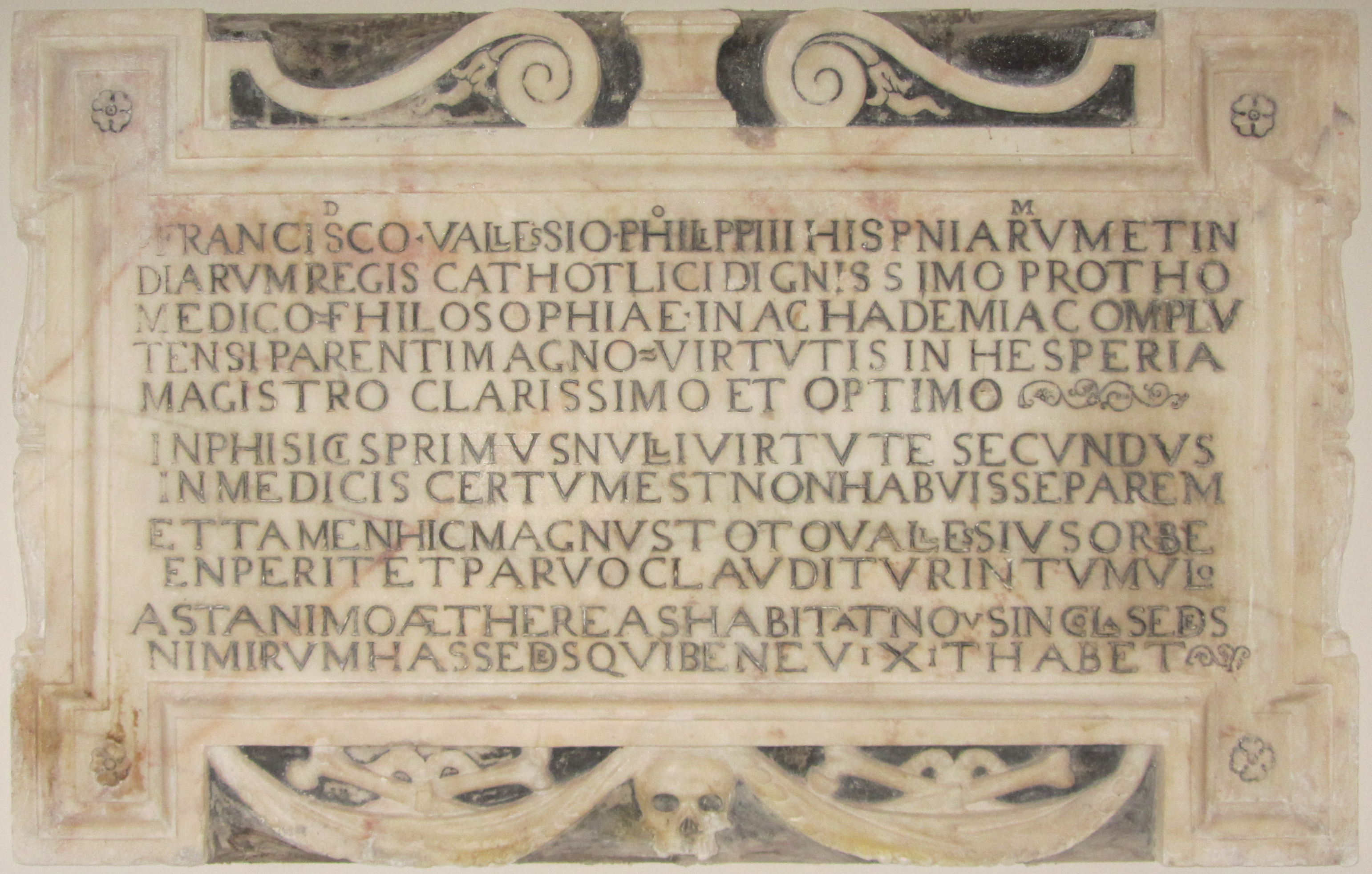
Lápida del nicho de Francisco Vallés

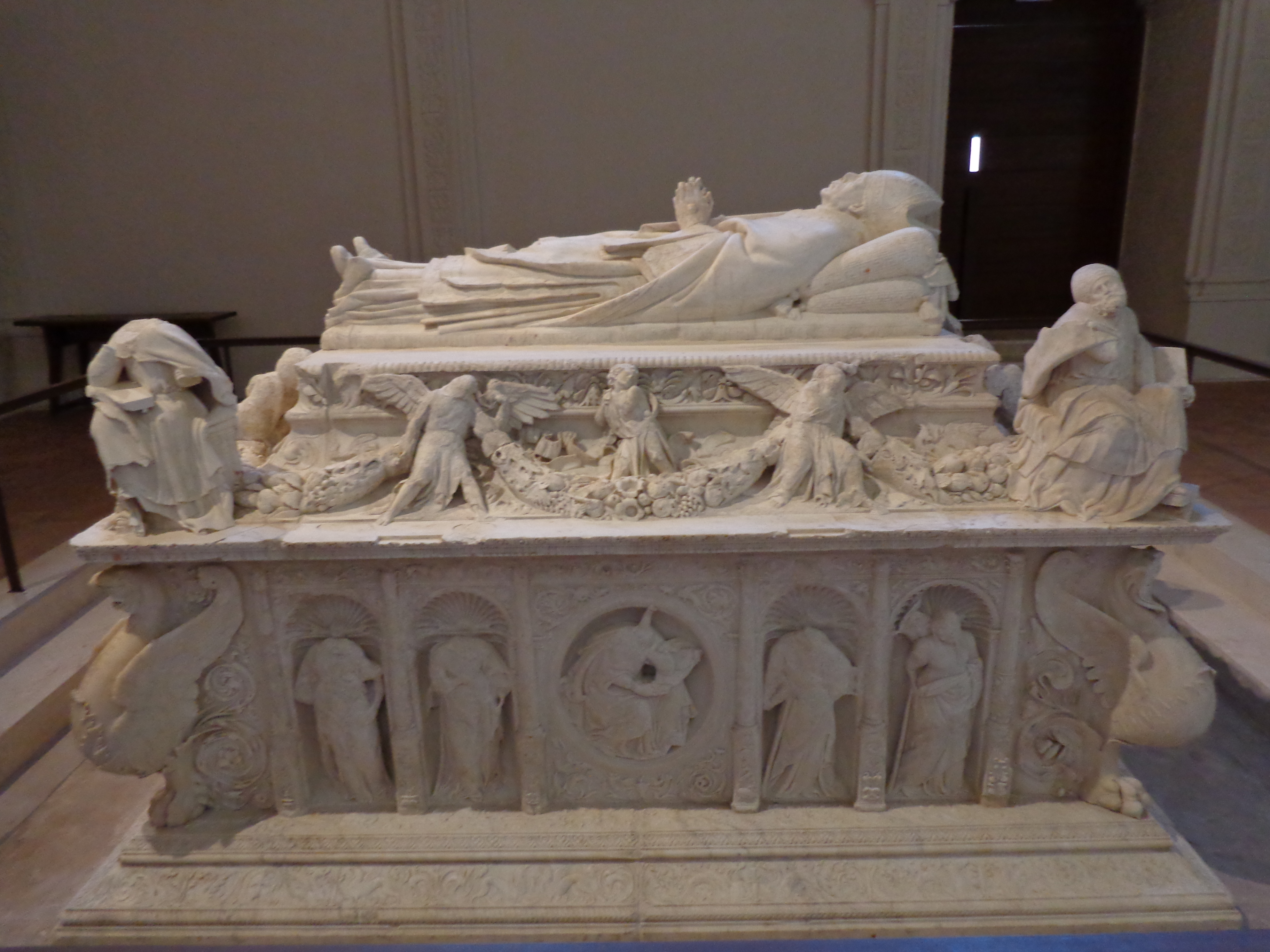
Cenotafio del cardenal Cisneros

La costumbre era que en esta capilla se enterraran los más ilustres profesores de la Universidad Complutense. Lingüistas como Antonio de Nebrija, Diego López de Zúñiga, Juan de Vergara, Demetrio Ducas, Fernando Pinciano, Alfonso de Zamora, Pablo Coronel, Alonso de Alcalá. Los médicos Francisco Vallés y Antonio de Cartagena. Los arquitectos del Colegio Mayor, Pedro de Gumiel y José Sopeña.

### Cenotafio del Cardenal Cisneros
En el presbiterio de esta Capilla se sitúa el sepulcro del Cardenal Cisneros. Iniciado el diseño en 1518 por Domenico Fancelli (que falleció en 1519), elaborado en mármol de Carrara por Bartolomé Ordóñez, que al morir en 1520, lo culminaron sus discípulos en 1521. Se le considera una joya del arte funerario renacentista.
En su origen, este sepulcro estuvo rodeado por una monumental reja de bronce, cuya realización la Universidad de Alcalá encargó en 1566 al escultor Nicolás de Vergara "el viejo", aunque fue terminada por su hijo Nicolás de Vergara "el mozo", quien la colocó en 1591. Esta reja de bronce ha sido considerada como la obra maestra de los broncistas españoles del Renacimiento y en opinión del historiador Elías Tormo y Monzó era una obra "superior a las cosas de Benvenuto Cellini". La estructura de la reja era marcadamente arquitectónica y estaba compuesta por cuatro tramos abalaustrados, con cuatro esquinas realizadas con unas columnas de un "estilo dórico muy a la romana de fustes acanalados". Las caras de los cuatro pedestales sobre los que se levantaban las columnas se repartían la inscripción grabada de un epigrama escrito en latín, que junto con los emblemas representado en los relieves, constituía un completo monumento artístico-visual humanístico, siguiendo los términos del pliego de condiciones del contrato firmado entre la Universidad de Alcalá y el escultor Nicolás de Vergara "el viejo", que se ha conservado. La reja sufrió importantes daños en el transcurso de la Guerra Civil, debido a que el monumento funerario del Cardenal Cisneros, por diversos avatares históricos, en aquel entonces estaba colocado en la Catedral Magistral de Alcalá de Henares. Aunque posteriormente el monumento fue trasladado a su lugar originario en la Capilla de San Ildefonso, los restos del Cardenal siguen enterrados en la Catedral Magistral de Alcalá de Henares, por lo que el monumento de mármol es su cenotafio.

## Bien de Interés Cultural

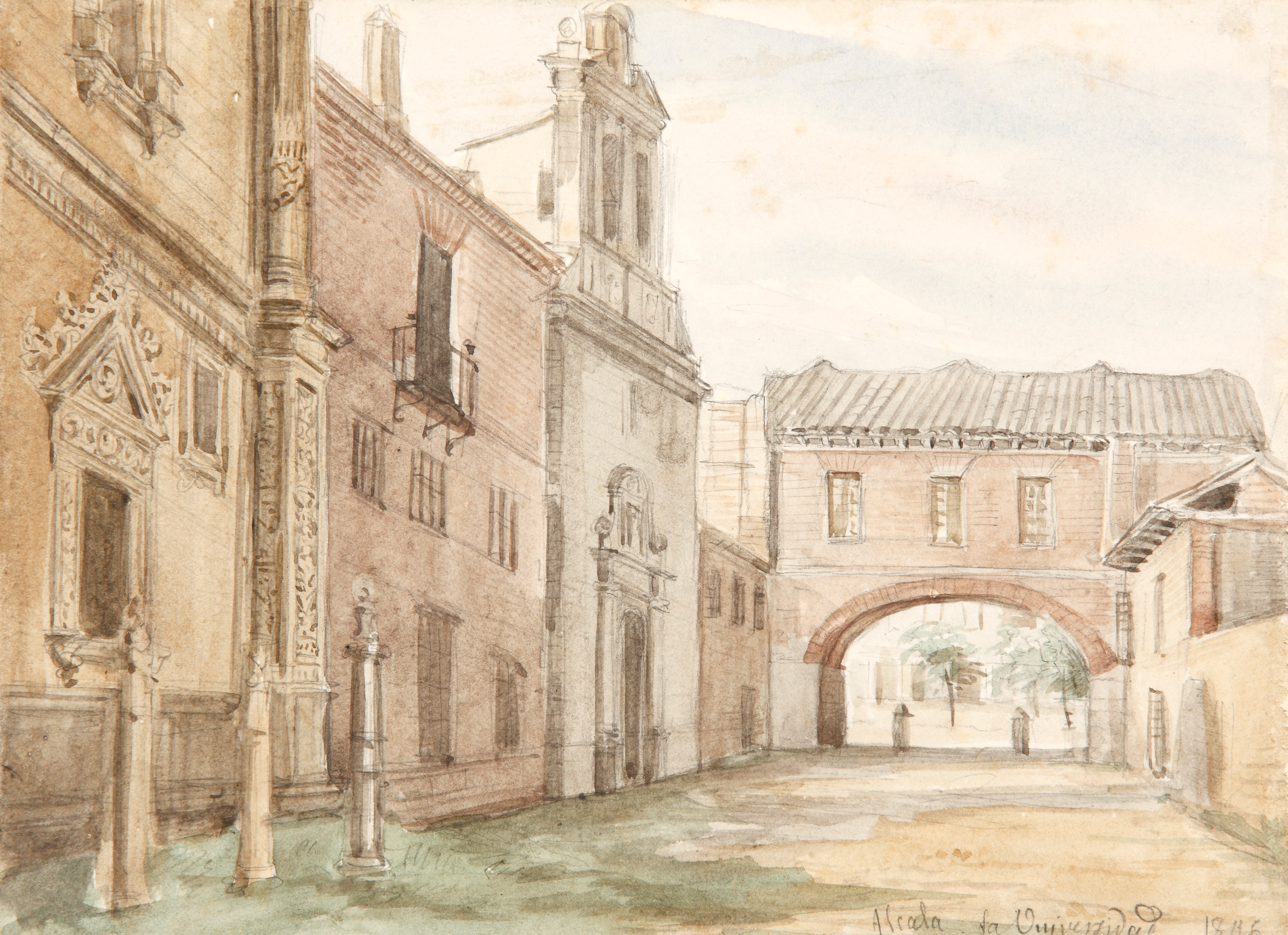
Arco de la Universidad de Alcalá y fachada de la Capilla de San Ildefonso (Valentín Carderera, 1846)

En 2018 se incoó el expediente de declaración de Bien de Interés Cultural, en la categoría de monumento, a la "Manzana Fundacional Cisneriana de la Universidad de Alcalá" por ser un conjunto de edificios con un gran valor histórico, arquitectónico y artístico; entre los que se incluye la Capilla de San Ildefonso y sus obras artísticas.

## Cigüeñas

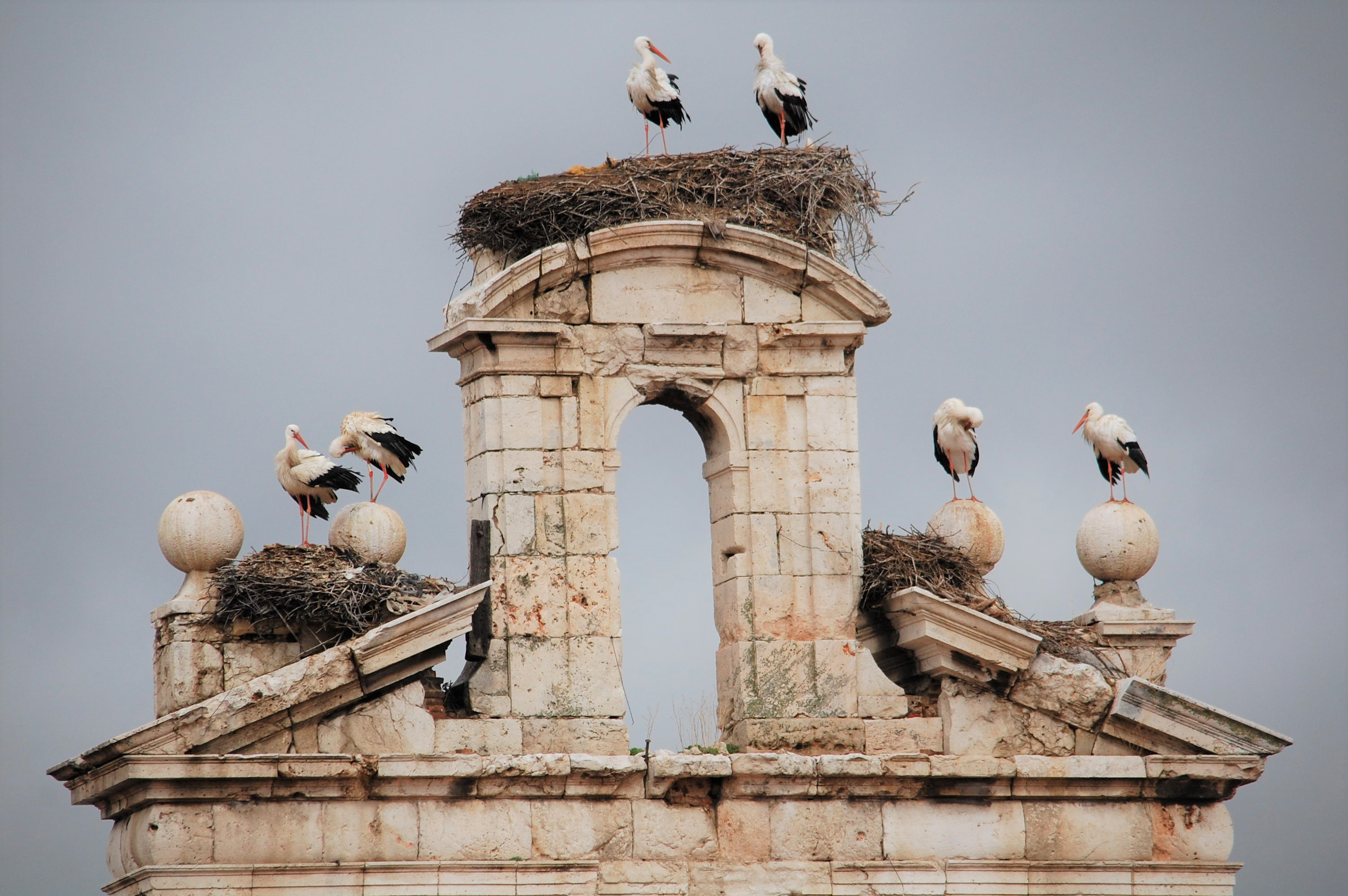
Cigüeñas blancas sobre la espadaña

Los nidos de cigüeñas blancas sobre la espadaña de esta capilla son un símbolo de Alcalá de Henares. Incluso hay una "ruta de las cigüeñas", para contemplar los nidos asentados sobre edificios históricos.